# Феддан
Феддан (фаддан) (араб. فدان,faddān) — єгипетська міра вимірювання площі, використовувалася також в Сирії і Судані. Розрізняють:
- Феддан до початку XIX століття = 400 квадратних касаб = 6368 м ².
- Феддан з початку XIX століття до 1830 року = 333 1/3 квадратної касаба = 5306 2/3м ².
- Феддан після 1830 року = 333 1/3 квадратної касаби після 1830 року = 24 кірата = 72 хабби = 144 даники = 576 сахмів = 4201 м².